# Singapores damlandslag i volleyboll
Singapores damlandslag i volleyboll  representerar Singapore i volleyboll på damsidan. Laget organiseras av Volleyball Association of Singapore. Landslaget har bara deltagit i internationella tävlingar vid ett fåtal tillfället. De har deltagit vid asiatiska mästerskapen 1987 (där de kom åtta) och AVC Challenge Cup 2022 (där de kom femma) samt vid flera tillfällen vid sydostasiatiska spelen.

### Fotnoter
1. ↑  ”Asian senior women volleyball championship” (på engelska). Asian Volleyball Confederation. https://asianvolleyball.net/new/asian-senoir-women-volleyball-championship/. Läst 11 februari 2023.
2. ↑  ”Volleyball results, XXI SEA Games, 2001” (på engelska). 24 november 2001. https://web.archive.org/web/20011124222317/http://sadec.com/Sea2001/res_vb.html. Läst 28 maj 2023.
3. ↑  ”2005seagames.com.ph” (på engelska). http://results.2005seagames.com.ph/indoorvolleyball/results.asp. Läst 28 maj 2023.
4. ↑  ”AVC Women's Volleyball Challenge Cup 2022 Thailand - Results, fixtures, tables and stats - Global Sports Archive” (på engelska). https://globalsportsarchive.com/competition/volleyball/avc-womens-volleyball-challenge-cup-2022-thailand/final-round/68062/. Läst 18 januari 2025.
5. ↑  ”iGames - Cambodia 2023” (på engelska). Sydostasiatiska spelen 2023. https://games.cambodia2023.com/#gameresult. Läst 28 maj 2023.
6. ↑  Preechachan (15 maj 2023). ”EMBATTLED THAILAND PUT IT PAST DETERMINED VIETNAM IN THRILLING SHOWDOWN TO RETAIN THEIR SEA GAMES TITLE” (på engelska). Asian Volleyball Confederation. https://asianvolleyball.net/new/embattled-thailand-put-it-past-determined-vietnam-in-thrilling-showdown-to-retain-their-sea-games-title/. Läst 28 februari 2024.
7. ↑  ”Volleyball Teams Final Ranking” (på engelska). Asian Volleyball Confederation. https://asianvolleyball.net/new/wp-content/uploads/2024/05/WCC2024_Bulletin_No_08.pdf. Läst 22 juni 2024.